# دييغو كابالو ألونسو
دييغو كابالو ألونسو هو لاعب كرة قدم إسباني يلعب كمدافع مع نادي ألباسيتي بالومبي.